# Tory Kittles

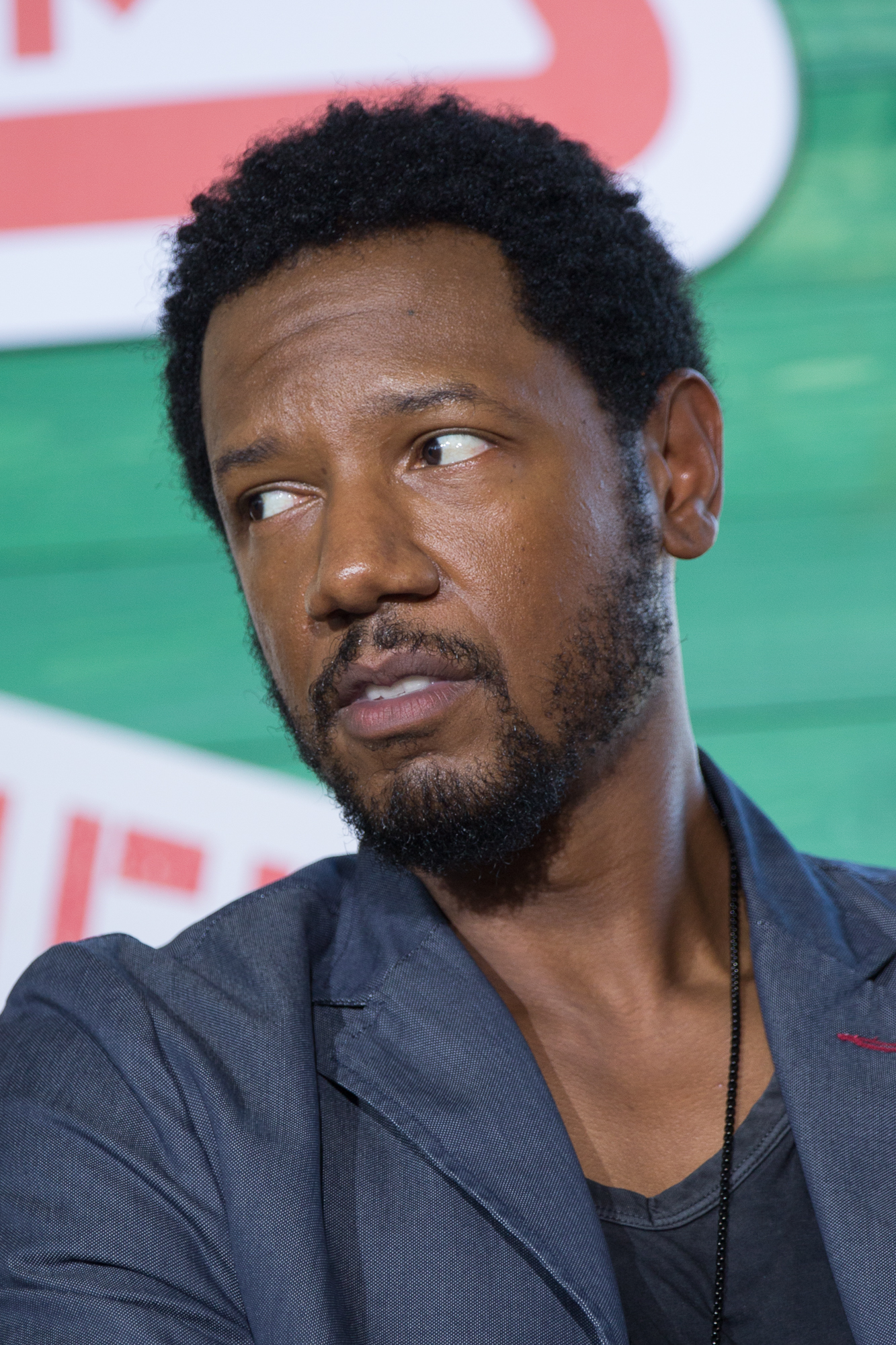
Tory Kittles

Tory Kittles (* 2. August 1975 in Lawtey in Florida) ist ein US-amerikanischer Schauspieler.

## Leben
Er meldete sich auf eine lokale Zeitungsanzeige, in der Schauspieler gesucht wurden, und wurde für die Comedy-Show Kenan and Kel engagiert. Er begann Schauspielunterricht zu nehmen. Ein Castingdirector stellte ihn Regisseur Joel Schumacher vor, der ihn für seinen Film Tigerland verpflichtete. Kittles zog nach Los Angeles, um weiterhin seine Schauspielkarriere voranzubringen. Er erhielt Rollen im Film, im Fernsehen und auf der Bühne.
Er erreichte vor allem durch seine Rollen in Frankenfish und Get rich or die trying Bekanntheit.  Er spielte bereits an der Seite des Rappers 50 Cent.

## Filmografie (Auswahl)
- 2000: Tigerland
- 2001: Invincible – Die Liga der Unbesiegbaren (Invincible)
- 2002: Big Shot: Confessions of a Campus Bookie
- 2003: Malibu’s Most Wanted
- 2004: Die Promoterin (Against the Ropes)
- 2004: Paparazzi
- 2004: Frankenfish
- 2005: CSI: NY (Fernsehserie, Episode 1x16)
- 2005: Little Athens
- 2005: Get Rich or Die Tryin’
- 2005: Dirty
- 2007: Dr. House (House, Fernsehserie, Episode 3x11)
- 2007: Next
- 2008: Stop-Loss
- 2008: Buffalo Soldiers ’44 – Das Wunder von St. Anna (Miracle at St. Anna)
- 2008–2011: Sons of Anarchy (Fernsehserie, 11 Episoden)
- 2009: A Perfect Getaway
- 2010: The Chameleon
- 2012: CSI: Miami (Fernsehserie, Episode 10x18)
- 2012: The Sapphires
- 2012: Steel Magnolias (Fernsehfilm)
- 2013: Olympus Has Fallen – Die Welt in Gefahr (Olympus Has Fallen)
- 2014: True Detective (Fernsehserie, 8 Episoden)
- 2014: American Heist
- 2014: Intruders – Die Eindringlinge (Intruders, Fernsehserie, 8 Episoden)
- 2015: Bessie (Fernsehfilm)
- 2015: Man Down
- 2016–2018: Colony (Fernsehserie)
- 2018: Dragged Across Concrete
- 2020: Wander Darkly
- 2021: They Want Me Dead (Those Who Wish Me Dead)
- 2021–2025: The Equalizer – Schutzengel in New York (The Equalizer, Fernsehserie)